# Студия CGF
Студия CGF — компания, специализирующаяся в области компьютерной графики, визуальных эффектов и анимации для кино, рекламы и музыкальных видео.
Студия известна работой над такими фильмами, как «Дневной дозор», «12», «Особо опасен», «Стиляги», «Аполлон 18», «Время первых», «Экипаж», «Движение вверх», «Конек-Горбунок», «По щучьему велению», «Бременские музыканты», «Мастер и Маргарита».

## История
Студия CGF была основана в 2004 году Александром Гороховым и соучредителем — vfx-супервайзером Павлом Безбородовым после успешной работы с режиссёром Тимуром Бекмамбетовым над визуальными эффектами к фильмам «Ночной дозор» и «Дневной дозор», которые были знаковыми проектами для формировавшейся в те годы индустрии компьютерной графики в России.
С самого начала своей работы студия была нацелена на большие проекты и делала компьютерную графику для многих российских кинокомпаний. Сразу после «Дозоров» она взялась за производство визуальных эффектов в фильме режиссёра Эльдара Рязанова «Андерсен. Жизнь без любви», вышедшего на экраны в 2006 году.
Стратегическое партнерство с Сергеем Сельяновым и кинокомпанией «СТВ» также началось в 2006 году с фильма «Меченосец» и продолжилось работой над фильмами «Монгол», «Джунгли», «Напарник», «О чём говорят мужчины. Продолжение» и«Конёк-Горбунок», кассовые сборы которого составили практически 16 миллионов долларов.
Творческое сотрудничество с другими мейджорами российского кинопроизводства продолжилось работами CGF над кинокартинами «Ирония судьбы. Продолжение» для кинокомпании «Bazelevs» Тимура Бекмамбетова, «Тиски» для продюсерского центра Валерия Тодоровского, «1612: Хроники смутного времени» для студии «ТриТэ» Никиты Михалкова и кинокомпании Централ Партнершип.
До 2008 года студия работала преимущественно на российском рынке, но с момента создания визуальных эффектов для фильма «Особо опасен» стала активнее участвовать и в международных проектах и делала компьютерную графику для кинокартин таких кинокомпаний, как «Universal», «20th Century Fox», «Paramount Pictures» и «MGM» («Apollo 18», «Chronicle», «Abraham Lincoln: Vampire Hunter», «Ben-Hur», «Unfriended» и другие).
В 2018 году студия CGF пробовала себя в качестве продюсера, создав анимационный короткометражный фильм «Чик-Чирик», который получил множество международных наград.
В 2021 и 2023 году студия CGF стала сопродюсером таких сказок, как «Конек-Горбунок» и «По щучьему велению». Последняя на конец 2023 года собрала в кинопрокате 27 миллионов долларов.
В 2023 году компания приняла участие в создании фильмов по сказкам «Огниво» и «Волшебник изумрудного города».
По состоянию на 2024 год студия ведет работу над фильмами «Василиса и королева лайков», «Горыныч», «Рождение империи».

## Применяемые технологии
В 2010 году с участием студии CGF в прокат вышел первый российский фильм в формате 3D-стерео — «Тёмный мир».
В 2017 году студией был создан первый в российской киноиндустрии компьютерный ребёнок (к/ф «Напарник») с помощью собственной системы захвата и переноса мимики актёра на 3D-персонаж.
Как пишет «Российская газета», в студии CGF существует собственная разработка безмаркерного лицевого «мокапа», которую назвали Nimble. После «Напарника» она использовалась в производстве VR-фильма «Эффект Кесслера» с Юрием Колокольниковым и Ириной Старшенбаум, а также для создания цифровой телеведущей Елены для Сбербанка.
В 2017 году при производстве фильма «Время первых» студия CGF разработала и применила технологию дополненной реальности, которая позволяла режиссёру Дмитрию Киселёву и оператору Владимиру Баште, управляя перемещениями актёров в «открытом космосе», точно понимать, как будет выглядеть финальный кадр с компьютерной графикой уже во время съёмок, и избегать на этом этапе композиционных, световых, синхронизационных ошибок. Также в проекте была применена новая для российского кинематографа технология «цифровых дублеров», использовавшихся в сценах с невесомостью. Интересно и то, что компьютерные сцены были настолько тяжелыми для рендеринга, что студии для их обсчета пришлось прибегнуть к мощностям суперкомпьютеров МГУ «Ломоносов» и «Ломоносов-2».
Позднее технология дополненной реальности CGF ViewGa применялась и на других проектах, например, на съемках сказки «Конек-Горбунок» в 2018 году, сказок «По щучьему велению» и «Летучий корабль» в 2022 году, фильма «Волшебник изумрудного города» и сказки «Огниво» в 2023 году.

## Оценки
В 2021 году всеми тремя номинантами на премию «Золотой Орел» за лучшие визуальные эффекты стали проекты студии CGF. «Известия» написали, что «студия CGF соревновалась сама с собой».
По мнению кинокомпании Film Crux vfx-брейкдауны к фильму «Hardcore Henry» и музыкальному клипу «The Weekend — False alarm» вошли в список лучших 27 vfx-брейкдаунов всех времен.

## Награды и номинации
- «Время первых» — Золотой Орел за «Лучшие визуальные эффекты» в 2017 году[34].

- «Время первых. Первый выход человека в открытый космос — VR/360» — участник программы NEXT 70-го Каннского международного кинофестиваля, на котором состоялась премьера VR-фильма[35][36], а также секции «Russian VR Seasons» 39-го Московского международного кинофестиваля[37] и множества фестивалей, таких как VR_Sci Fest (Швеция), The Carlow Arts Festival (Ирландия), BIFF (Южная Корея), Dubai film Fest (ОАЭ), VIS VIENNA SHORTS (Австрия), EMF (Германия), Hyper Festival Brazil (Бразилия) и другие.

- «Движение вверх» — Золотой Орел за «Лучшие визуальные эффекты» в 2018 году.

- «Донстрой. Сердце столицы» (рекламный ролик)[38] — награда Epica Awards за визуальные эффекты в 2014 году[39], золотая награда Национального фестиваля рекламы «Идея!» за визуальные эффекты в 2014 году[40].

- «Золото» группы Ленинград (музыкальный клип) — награда Berlin Music Video Awards за лучшие визуальные эффекты в 2019 году[41][42].

- «Кольщик» группы Ленинград (музыкальный клип) — награда UK Music Video Awards за визуальные эффекты в 2017 году[43], «Серебряный лев» в Каннаха.

- «Конек-Горбунок» — Золотой Орел за «Лучшие визуальные эффекты» в 2021 году[44].

- «Огонь» — номинация на кинопремию Золотой Орел за «Лучшие визуальные эффекты» в 2021 году[31].

- «Русалочка» (анимационный короткометражный фильм) — Гран-при кинофестиваля BiFan в Южной Корее в 2023 году[45].

- «Серебряные коньки» — номинация на кинопремию Золотой Орел за «Лучшие визуальные эффекты» в 2021 году[31][32].

- «София» (телесериал) — номинация на премию АПКиТ в категории «Лучшая компьютерная графика» в 2017 году Российские продюсеры наградят лучшие телесериалы (kinometro.ru)

- «Чемпион мира» — номинация на кинопремию Золотой Орел за «Лучшие визуальные эффекты» в 2022 году[46].

- «Чик-Чирик» (анимационный короткометражный фильм) — в 2018 году стал победителем более 50 международных кинофестивалей, среди которых Animago (Германия)[47], Shanghai International Film Festival (Китай), Short Shorts Film Festival & Asia, International Festival «Cartoons on the Bay» (Италия), Tokio Anime Awards Festival (Япония), Busan International Short Film Festival (Южная Корея), Athens Animfest (Греция), SCHLINGEL (Германия), Ponferrada International Film Festival (Испания), Giffoni Film Festival (Италия), COURT EN SCÈNE (Франция), Kuandu International Animation Festival (Тайвань), Children’s Film Festival Seattle (США), International Animation Festival FIA (Уругвай) и многие другие.

- «Экипаж» — Золотой орёл за «Лучшие визуальные эффекты» в 2016 году.

## Фильмография
| Год выпуска | Название                                | Год выпуска | Название                           | Год выпуска | Название                       |
| ----------- | --------------------------------------- | ----------- | ---------------------------------- | ----------- | ------------------------------ |
| 2004        | Ночной дозор                            | 2013        | Метро                              | 2018        | Убрать из друзей               |
| 2005        | Дневной дозор                           | 2013        | Оттепель                           | 2018        | Чик-Чирик                      |
| 2006        | Меченосец                               | 2013        | Шагал-Малевич                      | 2018        | Я худею                        |
| 2006        | Андерсен. Жизнь без любви               | 2013        | Шерлок Холмс                       | 2018        | Followed                       |
| 2007        | Ирония судьбы. Продолжение              | 2013        | A Dream of Flying                  | 2019        | Братство                       |
| 2007        | Монгол                                  | 2014        | День дурака                        | 2019        | Одесса                         |
| 2007        | Кука                                    | 2014        | Елки 1914                          | 2019        | Француз                        |
| 2007        | Тиски                                   | 2014        | Елки лохматые                      | 2019        | Мысленный волк                 |
| 2007        | 12                                      | 2014        | 1864                               | 2019        | Kessler Effect                 |
| 2007        | 1612: Хроники смутного времени          | 2014        | Газгольдер: Фильм                  | 2019        | Shanghai Fortress              |
| 2008        | Особо опасен                            | 2015        | Man Down                           | 2020        | Бомба                          |
| 2008        | День радио                              | 2015        | Он — дракон                        | 2020        | Lost in Russia                 |
| 2008        | Стиляги                                 | 2015        | Эти глаза напротив                 | 2020        | Огонь                          |
| 2008        | На море                                 | 2015        | Тайна Снежной Королевы             | 2020        | Гипноз                         |
| 2009        | Девять                                  | 2015        | Орлеан                             | 2020        | Каждому своё                   |
| 2009        | Запрещенная реальность                  | 2015        | Хардкор                            | 2020        | Серебряные коньки              |
| 2009        | Любовь в большом городе                 | 2015        | The Man in the High Castle         | 2020        | Обитель                        |
| 2009        | Черная молния                           | 2015        | The Man in the High Castle         | 2020        | Oasis                          |
| 2009        | Олимпус Инферно                         | 2016        | Бен-Гур                            | 2021        | R#J                            |
| 2009        | Царь                                    | 2016        | Викинг                             | 2021        | Get Well Soon                  |
| 2009        | Возвращение мушкетеров                  | 2016        | Дед Мороз. Битва магов             | 2021        | Битва на озере                 |
| 2009        | Каникулы строгого режима                | 2016        | Джейн берет ружье                  | 2021        | Бука. Мое любимое чудище       |
| 2010        | Выкрутасы                               | 2016        | Елки 5                             | 2021        | Конёк-Горбунок                 |
| 2010        | Елки                                    | 2016        | София (телесериал)                 | 2021        | Чемпион мира                   |
| 2010        | Кандагар                                | 2016        | Экипаж                             | 2022        | Ампир V                        |
| 2010        | Темный мир                              | 2017        | Большой                            | 2022        | Декабрь                        |
| 2011        | Аполлон 18                              | 2017        | Война токов                        | 2022        | Молодой человек                |
| 2011        | Высоцкий. Спасибо, что живой            | 2017        | Время первых                       | 2022        | Severance                      |
| 2011        | Смешарики. Начало                       | 2017        | Движение вверх                     | 2022        | Мы                             |
| 2011        | Елки 2                                  | 2017        | Доктор Рихтер                      | 2022        | Праведник                      |
| 2011        | Жила была одна баба                     | 2017        | Кухня. Последняя битва             | 2022        | Seoul Vibe                     |
| 2011        | Орда                                    | 2017        | Ховрино. Блог из преисподней       | 2022        | Щелкунчик и волшебная флейта   |
| 2012        | Белый тигр                              | 2017        | Майор Гром                         | 2023        | Heavens: The Boy and His Robot |
| 2012        | Джентльмены, удачи!                     | 2017        | Напарник                           | 2023        | Чебурашка                      |
| 2012        | Джунгли                                 | 2018        | О чём говорят мужчины. Продолжение | 2023        | The Flute                      |
| 2012        | «Август. Восьмого»                      | 2018        | Ван Гоги                           | 2023        | Фандорин. Азазель              |
| 2012        | Снежная королева                        | 2018        | Airpocalypse                       | 2023        | Moscow Mission                 |
| 2012        | ДухLess                                 | 2018        | Газгольдер. Клубаре                | 2023        | По щучьему велению             |
| 2012        | Если бы да кабы                         | 2018        | Днюха                              | 2024        | Мастер и Маргарита             |
| 2012        | Президент Линкольн: Охотник на вампиров | 2018        | Asura                              | 2024        | Холоп 2                        |
| 2012        | Ржевский против Наполеона               | 2018        | Домашний арест                     | 2024        | Бременские музыканты           |
| 2012        | Хроника                                 | 2018        | Елки последние                     | 2024        | Челюскин. Первые               |
| 2012        | Шпион                                   | 2018        | Поиск                              | 2024        | Василиса и королева лайков     |
| 2013        | Географ глобус пропил                   | 2018        | Профиль                            | 2024        | Летучий корабль                |
| 2013        | Елки 3                                  | 2018        | Репродукция                        | 2024        | Огниво                         |
| 2013        | Ладога                                  | 2018        | Тренер                             | 2024        | Волшебник изумрудного города   |